# Robert Paczków
Robert Paczków (ur. 26 maja 1969 we Wrocławiu) – polski zapaśnik stylu wolnego oraz zapaśnik sumo.

## Kariera sportowa
Dwukrotny mistrz świata amatorów w sumo z 2001 r. w Aomori (Japonia} i 2002 r. we Wrocławiu. Trzykrotny mistrz Europy, zdobywca około 30 medali mistrzostw świata i Europy w sumo. Zdobywca pierwszego miejsca na Europejskich Igrzyskach Dyscyplin Nieolimpijskich w Kijowie oraz trzeciego miejsca w Światowych Igrzyskach Dyscyplin Nieolimpijskich w Niemczech. Wielokrotny mistrz Polski w sumo, zwycięzca turniejów Poland Open w sumo, mistrz Europy 23.08.2009. Twórca "Robert Paczków TEAM".
Stoczył jedną zawodową walkę MMA. 1 grudnia 2007 roku na gali Cage Rage 24 w Londynie pokonał przez poddanie Anglika Jamesa McSweeneya.

## Lista walk w MMA
| Wynik   | Bilans | Przeciwnik (bilans przed walką) | Rozstrzygnięcie             | Runda | Czas | Rozgrywka                    | Data       | Miejsce | Uwagi        |
| ------- | ------ | ------------------------------- | --------------------------- | ----- | ---- | ---------------------------- | ---------- | ------- | ------------ |
| Wygrana | 1-0    | James McSweeney (1-0)           | Poddanie (duszenie smother) | 1     | 2:09 | Cage Rage 24 - Feel the Pain | 14.07.2007 | Londyn  | Debiut w MMA |

## Życie prywatne
Żona Anna, dzieci: Krystian, Klaudia, Kamila. Hobby: rzeźba, malarstwo (czynnie). 
W ślady Roberta poszedł syn Krystian Paczków, który również startuje z sukcesami w zawodach sumo w ramach kadry narodowej.